# 순조
순조(純祖, 1790년 7월 29일(음력 6월 18일) ~1834년 12월 13일(음력 11월 13일))는 조선의 제23대 국왕(재위 : 1800년 음력 7월 4일 ~ 1834년 음력 11월 13일)이며 대한제국의 추존 황제이다.

## 생애

### 탄생과 즉위
성은 이(李), 휘는 홍(玜)이며, 자는 공보(公寶), 호는 순재(純齋)이다. 정조의 둘째 아들이며, 어머니는 박준원의 딸 수빈 박씨(綏嬪 朴氏)이다. 왕비는 영안부원군 김조순의 딸 순원왕후이다.
1790년(정조 14년) 6월 18일, 창경궁 집복헌에서 탄생하였다. 문효세자를 잃은 뒤, 후사가 없음을 근심하던 정조는 아들이 태어나자 크게 기뻐하였다.
1800년(정조 24년) 1월 1일, 세자에 책봉되었으며, 6월 정조가 죽자, 11세의 나이로 왕위에 올랐다. 나이가 어렸으므로 즉위와 함께 왕의 법적 증조모이자, 영조의 계비인 대왕대비 김씨(정순왕후)가 3년간 수렴청정을 하였다.

### 수렴청정기
정순왕후는 영조 때에 사도세자의 폐위를 주장했던 벽파와 뜻을 같이 하였고, 수렴청정 기간 동안 벽파가 정권을 장악했으므로, 이들은 정조 시기 집권 세력이었던 시파 숙청에 주력했다. 또한 1802년(순조 2년), 정조가 설치한 친위부대인 장용영을 혁파하였다.

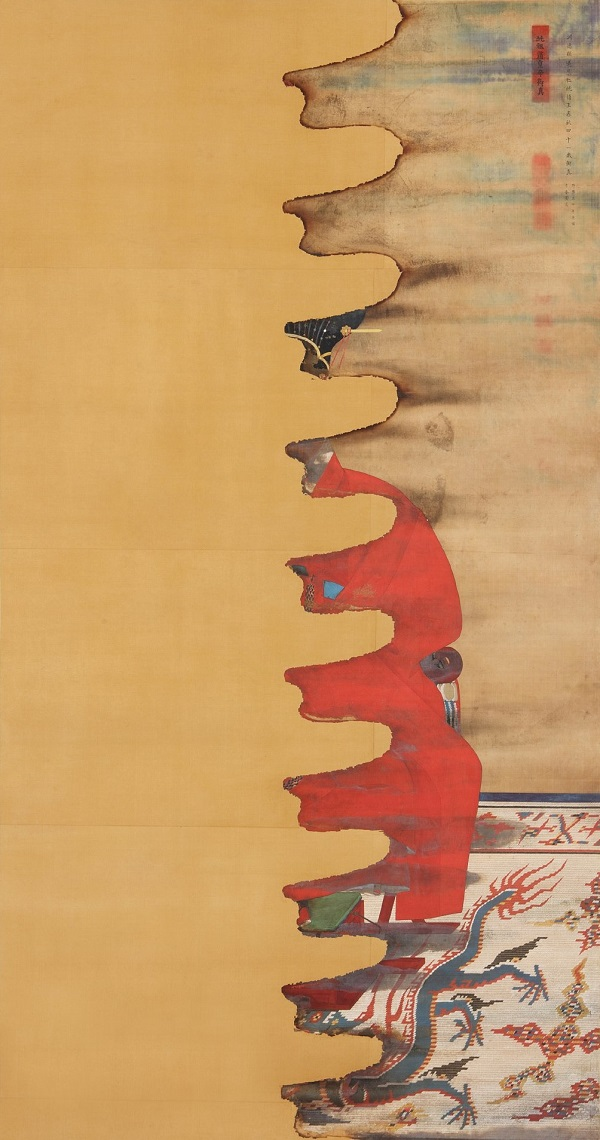
원유관 차림의 순조 어진 (1830년)

#### 신유박해
정순왕후와 벽파는 천주교와 그 교리에 대하여 사학(邪學, 주자학 이외의 거짓 학문)으로 간주하여 강경책을 펼쳤고, 정순왕후는 1801년(순조 1년), 천주교 엄금에 관해 하교를 내렸다.
 
대왕대비(정순왕후)가 하교하기를,
"선왕(정조)께서는 매번 정학(正學)이 밝아지면 사학(邪學)은 저절로 종식될 것이라고 하셨다.
 지금 듣건대, 이른바 사학이 옛날과 다름이 없어서 서울에서부터 기호(畿湖, 경기 · 충청)에 이르기까지
 날로 더욱 치성해지고 있다고 한다.
 사람이 사람 구실을 하는 것은 인륜이 있기 때문이며, 나라가 나라 꼴이 되는 것은 교화가 있기 때문이다.
 그런데 지금 이른바 사학은 어버이도 없고 임금도 없어서 인륜을 무너뜨리고 교화에 배치되어
 저절로 이적(夷狄)과 금수(禽獸)의 지경에 돌아가고 있는데, 저 어리석은 백성들이 점점 물들고 어그러져서
 마치 어린 아기가 우물에 빠져들어가는 것 같으니, 이 어찌 측은하게 여겨 상심하지 않을 수 있겠는가?"
(중략)
이보다 앞서 서양국(西洋國)에서는 이른바 야소(耶蘇)의 천주학(天主學)이 있었는데,
대개 천당(天堂)과 지옥(地獄)의 이야기로 현혹시켜, 부모를 존경하지 않고 윤리를 업신여기며
강상을 어지럽혔으니, 이교(異敎) 가운데 가장 윤기(倫紀)가 없는 것이었다.
그 책이 중국에서 우리 나라에 유전(流傳)되었는데, 더러 빠져들어 어그러지는 자가 있었으므로,
정조 시대에 법으로 엄금했었다.
그러나 아직도 법망에서 빠져 나간 여얼이 사람들을 불러 모아 강습하여 점차 서로 오염시켜서
포청에 붙잡히는 자들이 많이 있었으므로, 이러한 하교가 있었던 것이다.
 — 《순조실록》 2권,
순조 1년(1801년 청 가경(嘉慶) 6년) 1월 10일 (정해)
정순왕후는 사교금압(邪敎禁壓)을 통해 인륜을 무너뜨리는 천주교도들의 마음을 돌이켜 바꾸게 하고, 그래도 개전하지 않으면 역률로 종사한다고 하교하였다. 뿐만 아니라 본래의 행정 체계인 오가작통법은 천주교도를 색출하는데 이용되었다.
이러한 하교에 따라 많은 천주교 신자들과 당시 조선에 입국한 청나라의 주문모 신부가 처형되었다. 천주교도뿐만 아니라 남인과 시파의 주요 인물들이 처형되거나 유배를 당하였다. 이가환, 이승훈, 정약종 등이 처형되고, 정약용 등이 유형에 처해졌다. 사도세자의 아들인 은언군 또한 아내인 상산군부인 송씨와 며느리 평산군부인 신씨가 세례를 받은 사실이 알려져 가족이 사교에 물들때까지 제대로 단속하지 못했다는 이유로 대간의 탄핵을 받아 사사되었다. 신유박해로 인해 이로 인해 남인과 시파는 대거 몰락했다.
같은 해 황사영은 조선 정부의 천주교 박해에 대하여 청나라 북경의 주교에게 그 전말을 백서에 적어 전달하려다 적발된 황사영 백서 사건을 일으켰고 붙잡혀 처형되었다. 이러한 일련의 사건들로 천주교에 대한 탄압은 더욱 강화되었다.

#### 공노비 해방
1801년(순조 1년), 대왕대비 김씨는 윤음을 내려 공노비 중 내노비 36,974구와 시노비 29,093구 등 6만 6천여명을 모두 양민으로 삼도록 하고, 승정원으로 하여금 노비안(奴婢案)을 거두어 돈화문 밖에서 불태우게 하였다.

### 세도정치와 봉건왕조의 모순 심화

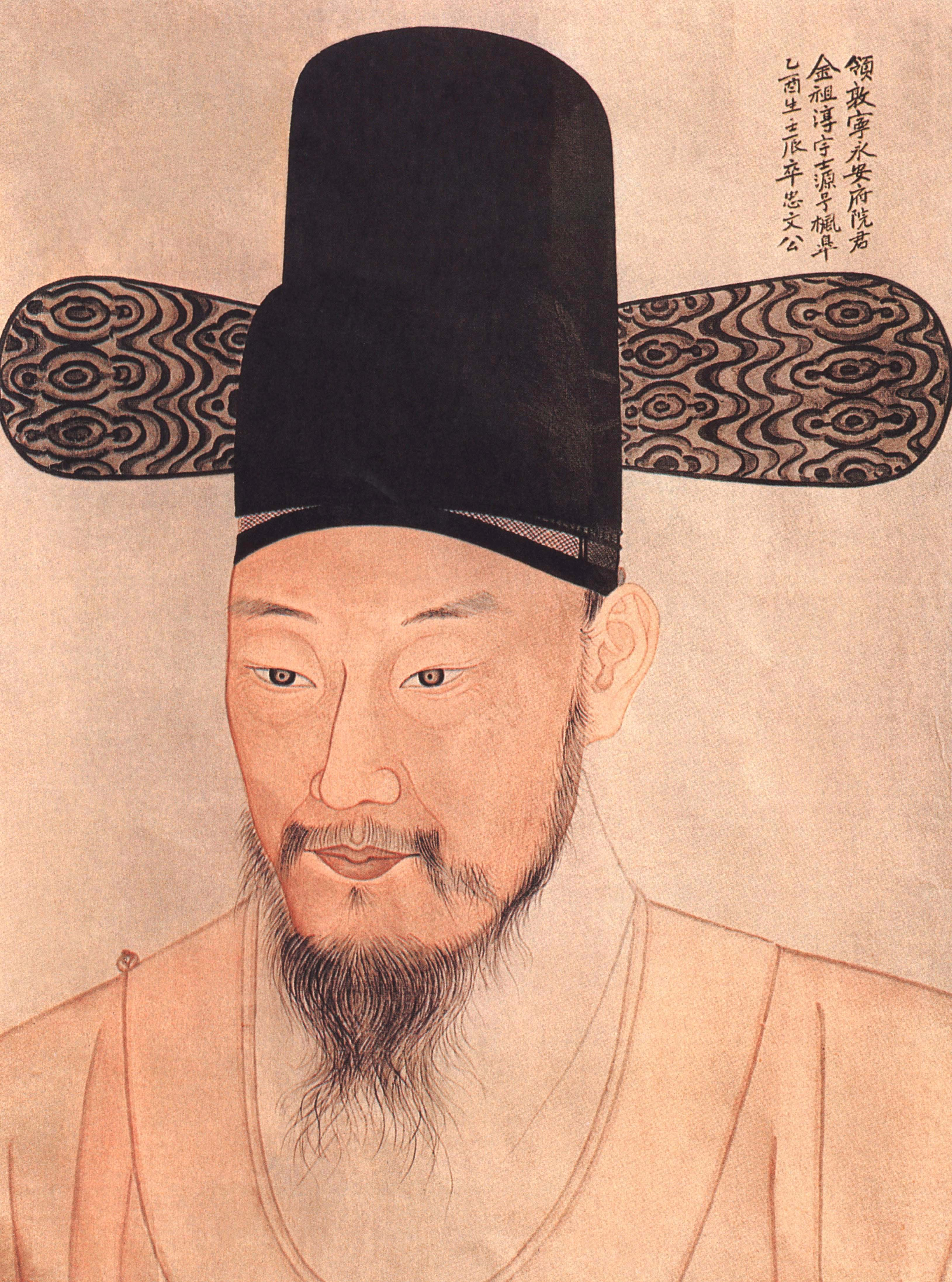
영안부원군 김조순 (1765-1832)
----순조의 장인이자 순원왕후의 아버지이다.
김조순을 주축으로 안동 김씨에 의한 세도정치가 시작되었다.

#### 세도정치의 시작
탕평이 실패하고 붕당정치가 약화되면서, 권력이 특정 가문에 집중되어 국정이 운영되는 정치 형태인 세도정치가 등장하였다. 이로 인해 순조 시기부터 헌종과 철종에 걸쳐 3대 60여년간 왕의 외가와 처가 일족에 의해 정치가 좌우되었다. 또한 순조 이전부터 국정을 주도하던 비변사가 세도정치 시기의 권력의 핵심 기구로 부상하면서 육조와 의정부가 무력화되었다.
1803년(순조 3년), 대왕대비 김씨가 순조의 장인인 김조순과 그 일파에 의해 실각하면서 수렴청정을 거두었다. 이후 순조는 직접 국정을 관장했으나 권력의 핵심은 김조순을 비롯한 안동 김씨 일문이 장악했다. 안동 김씨에 의한 세도정치가 시작되면서, 이들은 비변사의 요직을 독점하였고 중앙과 지방의 인사권을 장악했다. 세도가문의 대표적인 인물로는 순조의 장인 김조순과, 순조의 외숙부인 박종경 등으로, 순조 중기에는 안동 김씨 주도하에 반남 박씨가 공존하는 양상을 띠었다. 이들은 정계의 요직을 장악하였다. 순조는 안동 김씨의 세력을 줄이고자, 자신의 외가인 반남 박씨와 세자빈의 가문인 풍양 조씨 등을 기용하며 권력을 분산시켰다.
순조의 재위 후반기에는 김조순이 죽고 그의 아들인 김좌근이 군국 사무를 관장하였으며 일가 친척들이 권력을 장악하였다. 이 시기의 세도가문들은 부정적인 방법으로 재산을 늘리고 하층민을 착취하였으며, 뇌물수수와 부정부패가 극에 달했다.

#### 삼정의 문란
세도 정치기에 과거 제도가 문란해지면서 관직에 나아가기 위해서는 안동 김씨 일족에 줄을 대는 것이 지름길이 되었다. 양반 관료 체제가 안정을 잃었을 뿐 아니라, 중간수탈의 가중으로 말미암아 국가의 조세체계도 크게 흔들렸다. 탐관오리의 수탈이나 토호(土豪)의 세금 전가는 주로 농민층에 집중되어 지주전호제의 압박에 시달리던 농민층의 몰락을 촉진했다. 전정과 군정, 환곡 모두 본연의 틀에서 벗어나 제대로 기능을 수행하지 못하며 백성들을 착취하였다. 이러한 '삼정의 문란'이 사회전반에 나타났다.

### 사회 혼란

#### 홍경래의 난
1811년(순조 11년) 12월부터 1812년(순조 12년) 5월까지 5개월에 걸쳐 발생한 홍경래의 난은 순조 시대에 평안도 일대에서 발생한 대규모 농민 반란으로, 홍경래 등이 부농과 사상(私商)을 규합하였고, 여기에 삼정의 문란 속에서 서북 지역에 대한 차별과 봉건체제의 수탈에 시달리던 농민들까지 가세하였다.
 
평서 대원수는 급히 격문을 띄우노니
관서의 부로자제(父老子弟)와 공사천민(公私賤民)들은 모두 이 격문을 들으라.

무릇 관서는 기자와 단군 시조의 옛터로서 벼슬아치가 많이 나와 급제하고 문물이 발전한 곳이다.
저 임진왜란에 있어서는 나라를 다시 일으켜 세운 공이 있으며,
또한 정묘호란에는 양무공 정봉수가 충성을 능히 바칠 수 있었다.
돈암 선우협의 학식과 월포 홍경우의 재주가 또한 이곳 서도에서 나왔다.

그러나 조정에서는 서토(西土)를 버림이 분토(糞土)와 다름없다.

심지어 권문의 노비들도 서토의 사람을 보면 반드시 '평안도 놈'이라 일컫는다.
서토에 있는 자 어찌 억울하고 원통치 않은 자 있겠는가?
막상 급한 일에 당하여서는 반드시 서토의 힘에 의존하고
또한 과거 시험에 당하여서는 서토의 글을 빌었으니
400년 동안 서토의 사람이 조정을 버린 적이 있는가.
지금 나이 어린 임금이 위에 있어서 권신들의 간악한 짓은 날이 갈수록 심해지고
김조순, 박종경의 무리가 국가의 권력을 제멋대로 하니,
어진 하늘이 재앙을 내려 겨울 번개와 지진이 일어나고
재앙별과 바람과 우박이 없는 해가 없으니, 이 때문에 큰 흉년이 거듭 이르고
굶어 부황든 무리가 길에 널려 늙은이와 어린이가 구렁에 빠져서
산 사람이 거의 죽음에 다다르게 되었다.
(중략)

 — 홍경래의 격문
반란이 일어나자 순조는 관서의 도신(道臣) 수신(帥臣) 및 수령, 문무 사민(文武士民), 이서(吏胥), 군교(軍校)에게 다음과 같이 유시하였다.
| “ | 임금은 말한다. 아, 그대 관서의 백성들은 나의 애통한 고명(誥命)을 분명히 듣도록 하라. 아, 황천(皇天)이 우리나라를 돌보지 않아 경신년(1800년) 여름에 우리 황고(皇考) 정종대왕(正宗大王)께서 승하하셨으므로 보잘 것 없는 나, 소자가 어린 나이로 어렵고 큰 유업을 계승하여 지금 12년이나 되었다. 그러나 나는 덕이 부족하여 위로는 천명(天命)을 경외하지 못하고 아래로는 민심에 답하지 못하였으므로 밤낮으로 잊지 못하고 근심하며 두렵게 여기면서 혹시라도 우리 선대왕께서 물려주신 소중한 유업이 잘못되지나 않을까 걱정하였다. 그런데 지난번 가산(嘉山)의 토적이 변란을 일으켜 청천강 이북의 수많은 백성(生靈)이 도탄에 빠지고 어육(魚肉)이 되었으니 나의 죄이다. | ” |
|   | — 《비변사등록》 · 《승정원일기》, 1811년(순조 11년) 12월 23일 (정묘) |   |

| “ | 아, 그대 서토(西土)의 백성들은 나를 저버린 적이 없는데 나는 임금의 책임을 제대로 다하지 못하여 그대들에게 어지러이 소요가 일어나 놀라고 동요하는 환난을 당하게 하였으니, 내가 실로 그대들을 저버린 것이라, 내 어찌 더 할 말이 있겠는가. | ” |
|   | — 《비변사등록》 · 《승정원일기》, 1811년(순조 11년) 12월 23일 (정묘) |   |

반란군은 가산과 박천, 곽산, 선천, 정주성을 점령하고 세를 확장하여 한때 청천강 이북을 점령하였으나 관군과의 항전 끝에 모두 진압되었다. 홍경래는 전란 중에 사망하여 이후 참수되었고, 우군칙 등 반란의 관계자들 역시 한양으로 압송되어 참수되었다. 또한 정주성에서 생포된 백성 2,983명 중, 여자 842명과 10세 이하의 남자아이 224명을 제외한 1,917명 모두 처형된 후 효수되었다.

#### 자연재해와 기근
순조 연간에는 비가 내리지 않아, 수십차례에 걸쳐 기우제를 행하였다. 19세기 초반의 이상저온현상으로 봄의 날씨가 매우 건조하고, 가뭄이 잦아 곡식과 작물의 재배가 힘들어졌고, 농민들은 유리걸식 하였다.
1803년(순조 3년), 평안도와 함경도에 재해가 발생하고 강화에는 기근이 들었다. 1804년(순조 4년), 평양성에서 화재가 발생하여 5,000호가 연소하자 위휼하였다.
1809년(순조 9년), 전라도와 충청도에 큰 흉년이 들어 세를 감면하였다. 1814년(순조 14년)에는 경기도, 전라도, 경상도에 기근이 들었다. 1832년(순조 32년)에도 경기, 충청, 황해도에 대기근이 발생하였다.
순조는 매년 기우제를 지냈으나 가뭄이 가장 극심했던 1809년(순조 9년)부터 1811년(순조 11년) 까지는 무려 33회에 걸쳐 기우제를 지냈다. 가뭄이 발생하지 않는 해에는 홍수와 역병이 돌면서 백성들의 삶은 더욱 궁핍해졌다.
| “ | 여러 도(道)에 흉년이 들었어도 나는 진실된 마음으로 백성을 품어 보호하지 못하였고, 백가지 제도가 모두 병들어도 나는 참다운 마음으로 이끌어서 통솔하지 못하였다. 강연을 오랜 동안 정지하여 게으르고 거칠어진 한탄이 있고, 여러 가지 업무가 정체되었는데도 진작시키는 공이 없으니, 위로는 천심(天心)에 미더움을 줄 수 없고 아래로는 민생을 편안하게 할 수가 없었다. 홍수와 가뭄과 충재가 금년에 와서 극심한 재앙을 불러왔는데, 또 이 겨울에 천둥의 변고까지 발생하였다. 재앙이라는 것은 공연히 생기는 법은 없으니, 반드시 그것을 불러들인 원인이 있다. 그 재앙을 불러들인 근본은 바로 나에게 있으니, 내 마음을 살펴봄에 스스로 부끄럽고, 이어서 또 애통스럽다. | ” |
|   | — 《순조실록》 30권, 1828년 10월 26일 (임진) |   |

1814년(순조 14년), 함경도 갑산과 삼수, 경상도에 대대적인 홍수가 발생하였고, 1815년에도 홍수가 발생하였다. 1818년에는 황해도 신천이, 1819년에는 충청도 공주에서 홍수가 발생하였다. 1821년(순조 21년)에는 역병이 돌아 많은 백성들이 사망하였다.

#### 이양선의 출현
서양의 이양선들이 조선의 해안에 출현하였다. 《순조실록》에 기록된 이양선은 모두 영국의 배였다. 이양선이 해안가에 나타나면 최대한 빨리 바다로 내보내고, 이들에 대한 기록을 청나라 조정에게 보고하는 것이 조선의 이양선에 대한 기본 대처방안이었다.
1816년(순조 16년) 7월 19일, 충청 수사 이재홍의 장계가 올라왔는데, 충청도 마량진 갈곶 밑에서 영길리국(英吉利國)의 이양선이 출몰하여, 첨사 조대복과 현감 이승렬은 이양선에 있던 낯선 사람들과 언문이나 한자로 대화를 시도했지만, 통하지 않았다. 장계에서는 "그들이 스스로 붓을 들고 썼지만 전자(篆字)와 같으면서 전자가 아니고 언문과 같으면서 언문이 아니었으므로 알아볼 수가 없었습니다"라고 했다. 또한 "이들의 배에 들어가보니 내부는 무척 컸고, 대장간에서 무기를 만들었습니다. 이들의 배는 무척 빠른 속도로 바다를 빠져 나갔습니다." 라고도 했다. 이들이 영국인임을 알게 된 것은 그들이 준 한 폭의 서전에서 영길리국이라는 국명이 나왔기 때문에 알 수 있었다고 한다.
1832년(순조 32년) 7월 21일에는 로드 애머스트(The Lord Amherst) 호(號)가 공충도 홍주의 고대도(古代島) 해안에 나타났다. 이 배에는 영국 동인도 회사의 간첩 휴 해밀턴 린지가 승선해 있었다. 그는 카를 귀츨라프와 함께 광둥 이북에서의 무역 확장을 타진하기 위해서라는 구실로, 청나라 여러 해안의 항구를 돌아다니며 지형을 측량 및 제도하고, 정치·경제·군사 정보를 수집하고 있었다. 이 배의 선원들과 홍주 목사 이민회(李敏會)와 수군 우후(水軍虞候) 김형수(金瑩綬)는 한문으로 문답을 나누었다. 이들은 영길리국의 배이며, 청나라와 국력이 대등하여 조공을 바치치도 않는다고 했다. 영길리국의 정보에 대해 이야기하였고, 조선에게 교역을 하고 싶다는 청을 여러번 했으나, 조선 측에서는 이에 대해 강력히 거부하며, 이들이 원하는 물품들을 제공하고 이들을 되돌려 보냈다.

#### 한양의 쌀 폭동
영조, 정조 시대부터 사상(私商)이 성장하고 부농이 늘어나면서 이들은 지주들과 결탁하여 시장의 쌀값과 물가를 조종하였다. 쌀은 주식이며 농민들에게는 생존과 직결된 문제였으므로 쌀값의 상승은 이미 이전부터 큰 사회문제로 대두되었다.
홍수, 냉해, 가뭄등의 자연재해가 빈번하게 발생하고 기근이 심화되자 순조는 《권농윤음(勸農綸音)》을 내려 전국에 밭갈이를 권장하고 농민들을 격려하였다.
1833년(순조 33년), 경강상인들은 쌀을 모아놓고 높은 가격을 책정하여 시장 경제를 교란시켰는데, 원하는 만큼 쌀값이 형성되지 않으면 쌀을 시중에 풀지 않는 일이 잦았고, 이에 한양의 쌀값이 치솟자, 이를 견디지 못한 난민들이 가게를 부수고 방화와 약탈을 자행하였다. 난동을 부린 주모자들은 붙잡혀 처형되었으며 상인 2명도 처형되었다.
이후 조정에서는 난민들을 선동한 주모자는 강하게 처벌하고, 난민들과 상인들의 불만을 무마하고자 하였다. 상인들의 곡식 무역을 죄로 삼지 않는 다는 점과, 시장을 소란스럽게 하는 것을 경계하고 되를 속이고 물을 섞어 곡식을 판매하는 행위를 강하게 처벌하는 등의 자구책을 마련하였다.

### 재위 후반

#### 대리청정
안동 김씨의 세도 정권이 정국을 주도하는 가운데, 순조는 이를 견제하기 위한 여러 가지 방책을 강구했다. 1819년(순조 19년), 조만영의 딸을 세자빈을 삼은 것을 계기로 풍양 조씨 일문을 중용했으며, 1827년(순조 27년), 효명세자에게 대리청정을 맡겼으나 대리청정 3년 만에 세자가 요절하면서 막을 내렸다.

#### 궁궐 화재
1803년(순조 3년), 임진왜란 이후 법궁인 창덕궁 인정전이 화재로 전소되었다. 이후 1829년(순조 29년) 10월, 경희궁 융복전과 회상전, 집경당 등이, 1830년(순조 30년)에는 창경궁에서 화재가 발생하여 환경전과 통명전 등 400여 칸의 전각이 전소되었다.
1833년(순조 33년), 창덕궁에서 발생한 화재로 대조전과 희정당, 징광루, 옥화당, 양심합 등 400여칸이 전소되었다.

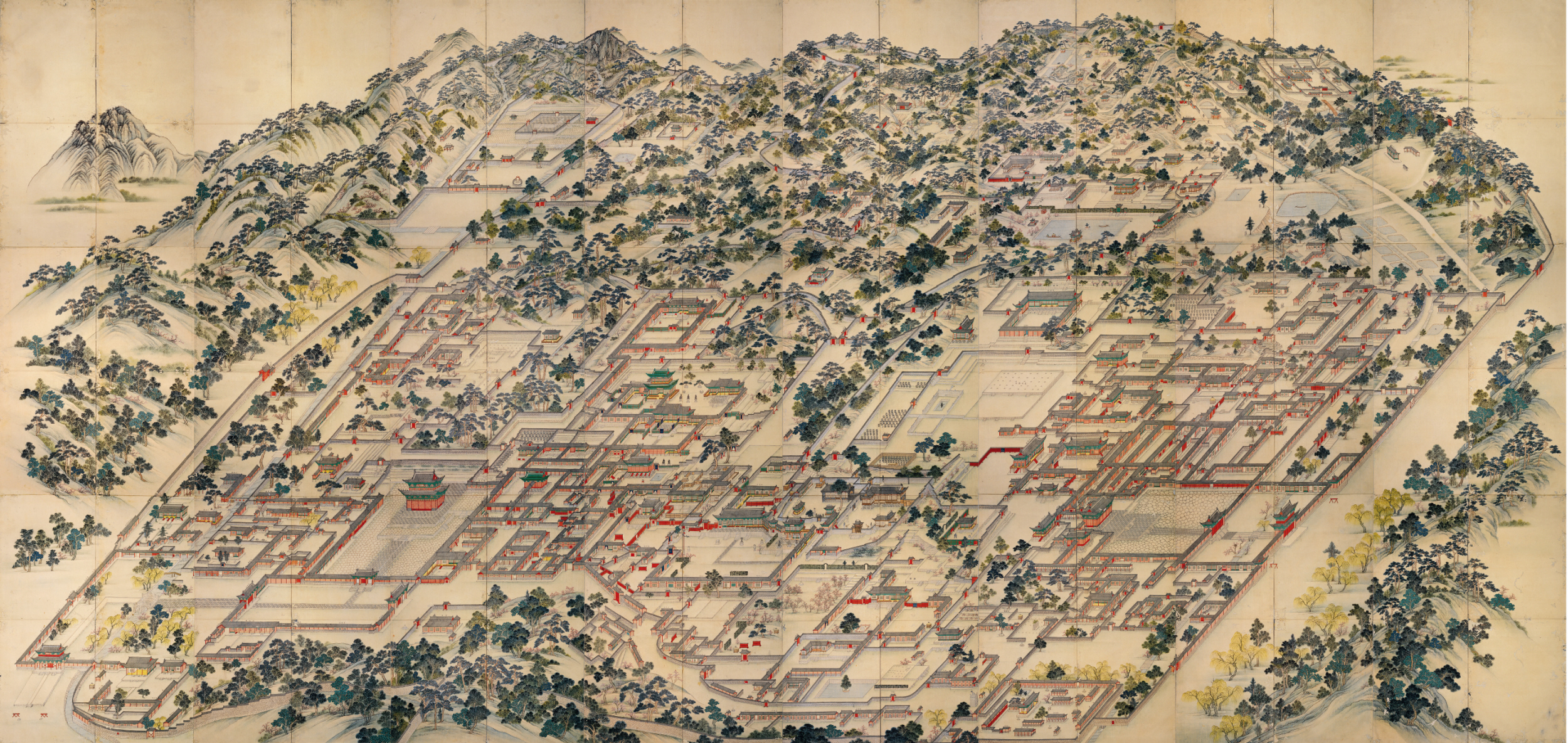
창덕궁과 창경궁의 전각을 그린 국보 제249호 『동궐도』 (순조 연간)

## 최후

### 최후 및 능묘

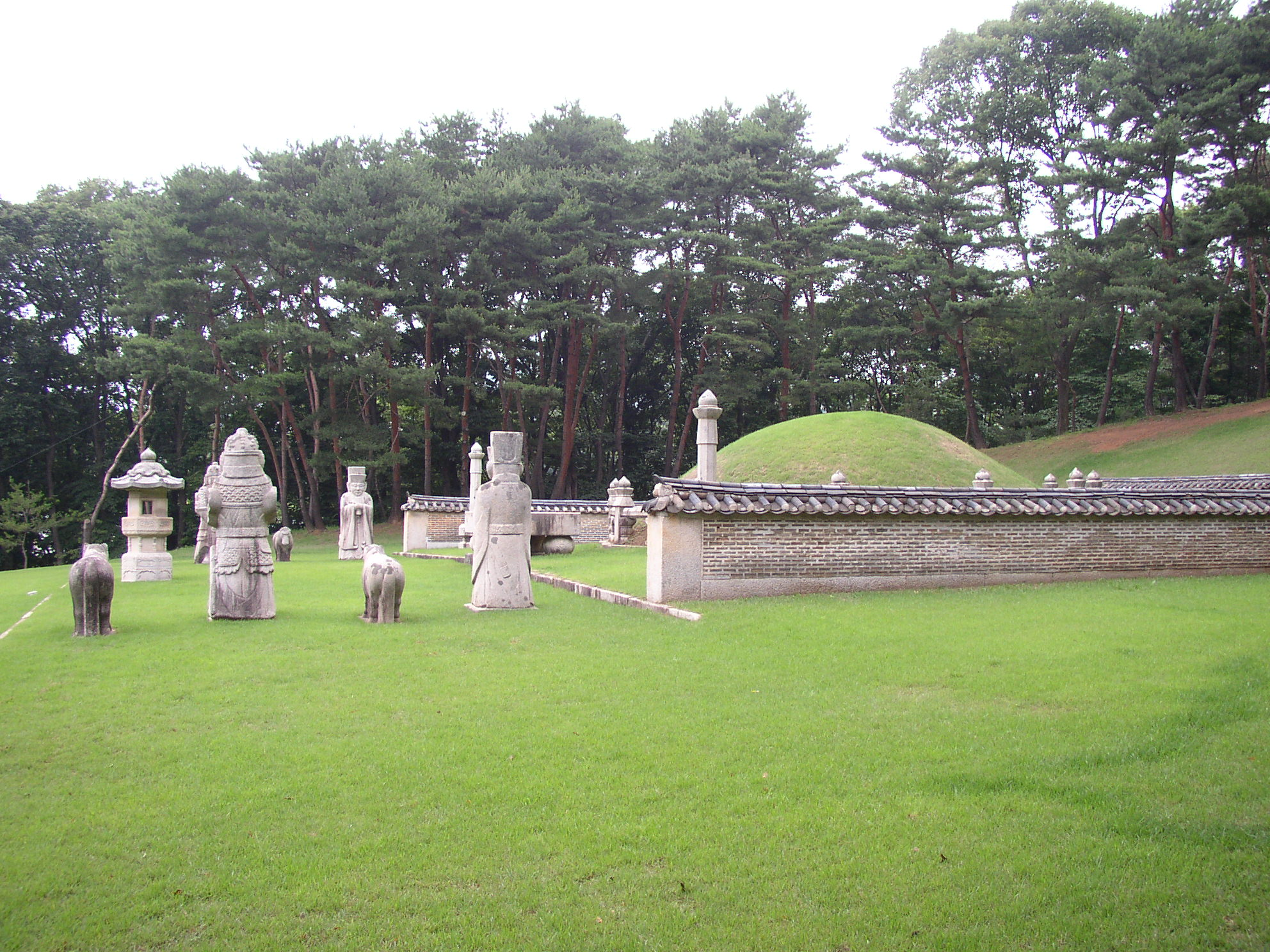
순조와 순원왕후가 묻힌 인릉

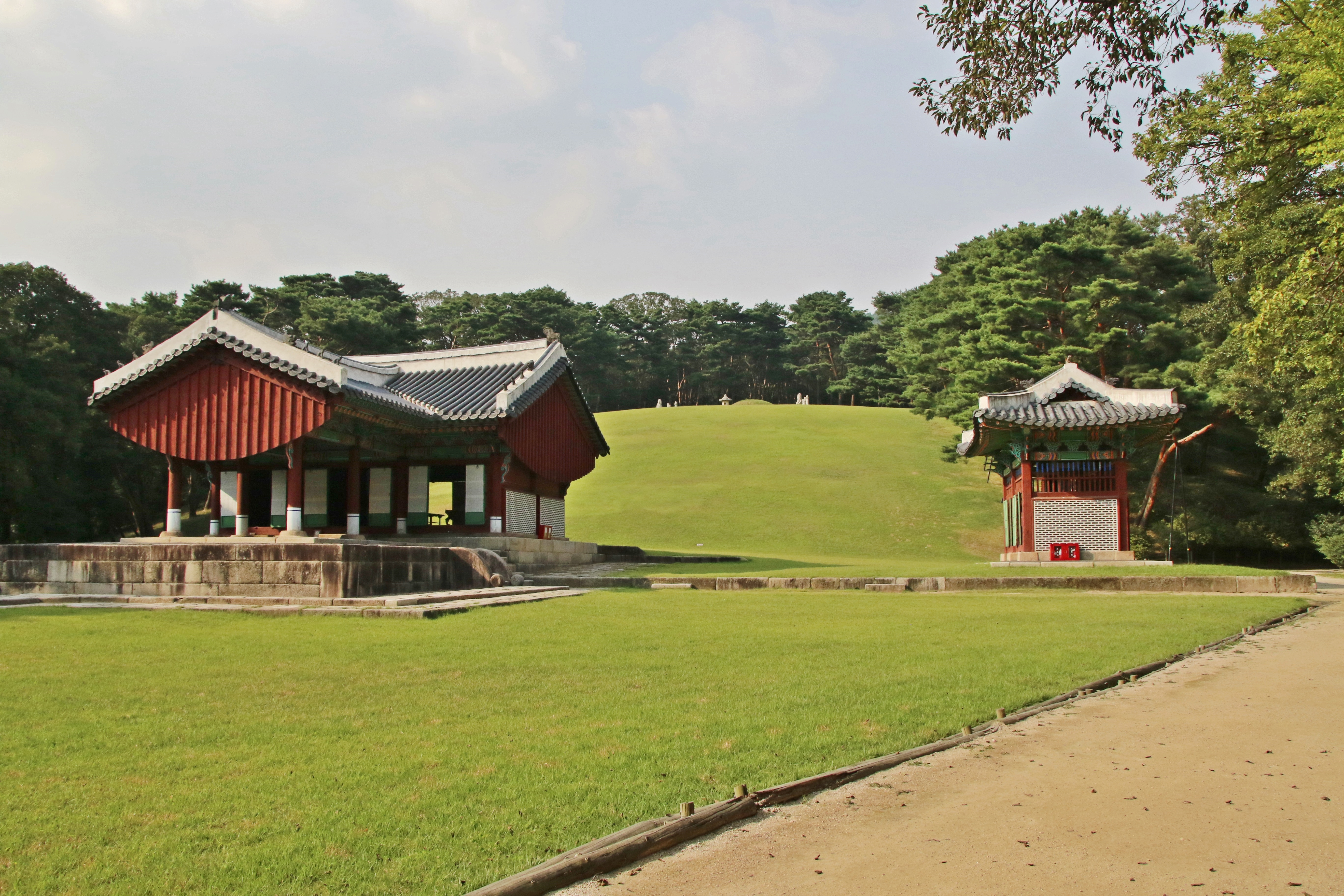
인릉의 정자각과 비각

말년의 순조는 자녀들의 잇따른 죽음으로 크게 상심하였고 웃음을 잃었다. 슬픔을 억제하지 못하고 소화불능 등의 병을 앓다가 1834년 11월 13일, 경희궁 회상전에서 승하하였다. 능은 인릉(仁陵)이며 순원왕후와 합장되어 있다.
| “ | 경인년(1830년)의 참독스런 화(禍)를 당하게 하고 거듭 정리상 차마 못할 지경을 겪게 함으로써 한때의 병환을 연유하여 지금의 춘추(春秋)로 이런 지경에 이르게 하였으니, 차마 어떻게 말을 할 수 있겠으며 이것이 무슨 천리(天理)이며, 이것이 무슨 인사(人事)이겠는가? 천지가 무너져 내리고 터져 나가는 슬픔을 당하여 날아가 흩어졌던 정신을 불러 모아 평일 지극히 인애(仁愛)로웠던 성대한 덕을 대강 가까스로 써내었으나 만에 하나도 제대로 형용해 내지 못하였다. 단지 하늘에 사무치는 슬픔만 더할 뿐이어서 오장(五臟)이 갈가리 찢기는 아픔뿐이다. | ” |
|   | — 《순조대왕행록》, 순원왕후 지음 |   |

### 묘호 및 시호
처음 묘호는 순종(純宗)이었으나, 1857년(철종 8년) 지돈녕 이학수, 영중추부사 정원용(鄭元容)등의 건의에 따라 '이단을 배척하여 서학(천주교)으로부터 나라를 지키고, 서란(西亂, 홍경래의 난)을 평정한 공'을 기려 묘호를 종(宗)에서 조(祖)로 바꾸어 순조(純祖)로 개칭되었다.
대한제국 고종 때 황제로 추존되면서 숙황제(肅皇帝)의 시호가 추가되었다.

## 가족 관계
| 조선 제23대 국왕 대한제국의 추존 황제 | 순조 숙황제 純祖 肅皇帝 | 출생 | 1790년 7월 29일 (음력 6월 18일) 조선 한성부 창경궁 집복헌          |
| 조선 제23대 국왕 대한제국의 추존 황제 | 순조 숙황제 純祖 肅皇帝 | 사망 | 1834년 12월 13일 (음력 11월 13일) (44세) 조선 한성부 경희궁 회상전 |

|      |                                                             | 본관 | 생몰년          | 부모                                                                          | 비고                             |
| ---- | ----------------------------------------------------------- | ---- | --------------- | ----------------------------------------------------------------------------- | -------------------------------- |
| 부   | 정조 선황제 正祖 宣皇帝 정조대왕 正祖大王                   | 전주 | 1752년 - 1800년 | 장조 의황제 莊祖 懿皇帝 헌경의황후 홍씨 獻敬懿皇后 洪氏                       | 제22대 국왕 대한제국의 추존 황제 |
| 법모 | 효의선황후 김씨 孝懿宣皇后 金氏 효의왕후 孝懿王后           | 청풍 | 1753년 - 1821년 | 청원부원군 김시묵 淸原府院君 金時默 당성부부인 남양 홍씨 唐城府夫人 南陽 洪氏 |                                  |
| 모   | 현목수비 박씨 顯穆綏妃 朴氏 수빈 박씨 綏嬪 朴 가순궁 嘉順宮 | 반남 | 1770년 - 1822년 | 박준원 朴準源 원주 원씨 原州 元氏                                             | 1901년(광무 5년) 비로 추존       |

| 정비 | 시호                                              | 본관 | 생몰년          | 부모                                                                          | 비고                      |
| ---- | ------------------------------------------------- | ---- | --------------- | ----------------------------------------------------------------------------- | ------------------------- |
| 정비 | 순원숙황후 김씨 純元肅皇后 金氏 순원왕후 純元王后 | 안동 | 1789년 - 1857년 | 영안부원군 김조순 永安府院君 金祖淳 청양부부인 청송 심씨 靑陽府夫人 靑松 沈氏 | 명경대왕대비 明敬大王大妃 |

| 작호 | 작호                | 본관 | 생몰년     | 부모 | 비고 |
| ---- | ------------------- | ---- | ---------- | ---- | ---- |
| 숙의 | 숙의 박씨 淑儀 朴氏 | 밀양 | ? - 1854년 | 미상 |      |

| 작호 | 작호                                                        | 이름  | 생몰년          | 생모/부모                                                           | 배우자                                            | 비고                                                            |
| ---- | ----------------------------------------------------------- | ----- | --------------- | ------------------------------------------------------------------- | ------------------------------------------------- | --------------------------------------------------------------- |
| 1    | 효명세자 孝明世子 문조 익황제 文祖 翼皇帝 익종대왕 翼宗大王 | 영 旲 | 1809년 - 1830년 | 순원왕후 김씨                                                       | 신정익황후 조씨 神貞翼皇后 趙氏 신정왕후 神貞王后 | 제24대 국왕 헌종의 아버지 조선의 추존 국왕 대한제국의 추존 황제 |
| -    | 대군                                                        |       | 1820년 - 1820년 | 순원왕후 김씨                                                       |                                                   |                                                                 |
|      |                                                             |       |                 |                                                                     |                                                   |                                                                 |
| 양자 | 철종 장황제 哲宗 章皇帝 철종대왕 哲宗大王 덕완군 德完君     | 변 昪 | 1831년 - 1863년 | 전계대원군 이광 全溪大院君 李㼅 용성부대부인 염씨 龍城府大夫人 廉氏 | 철인장황후 김씨 哲仁章皇后 金氏 철인왕후 哲仁王后 | 제25대 국왕 대한제국의 추존 황제                                |

| 작호 | 작호              | 생몰년          | 생모          | 배우자                      | 비고                           |
| ---- | ----------------- | --------------- | ------------- | --------------------------- | ------------------------------ |
| 1    | 명온공주 明溫公主 | 1810년 - 1832년 | 순원왕후 김씨 | 동녕위 김현근 東寧尉 金賢根 |                                |
| 2    | 영온옹주 永溫翁主 | 1817년 - 1829년 | 숙의 박씨     |                             |                                |
| 3    | 복온공주 福溫公主 | 1818년 - 1832년 | 순원왕후 김씨 | 창녕위 김병주 昌寧尉 金炳疇 |                                |
| 4    | 덕온공주 德溫公主 | 1822년 - 1844년 | 순원왕후 김씨 | 남녕위 윤의선 南寧尉 尹宜善 | 작호를 받은 조선의 마지막 공주 |

## 순조가 등장하는 작품
| - 1990년 MBC 드라마 《대원군》 배우:양택조 - 2000년 KBS2 드라마 《소설 목민심서》 배우:윤정근 - 2001년~2002년 MBC 드라마 《상도》 배우:정선일 - 2007년~2008년 MBC 드라마 《이산》 배우:이지민 - 2016년 KBS2 드라마 《구르미 그린 달빛》 배우:김승수 | - 1994년 영화 《영원한 제국》 배우:홍경인 - 2014년 영화 《사도》 배우:윤하람 |

## 참고 문헌
- 춘추관 관원들 (1805). 《정조실록》.
- 춘추관 관원들 (1838). 《순조실록》.
- 서중약 (Jun, 1954). “THE SECRET MISSION OF THE LORD AMHERST ON THE CHINA COAST, 1832”. 《Harvard Journal of Asiatic Studies》. Vol. 17 (No. 1/2).

## 같이 보기
| - 정조 - 혜경궁 홍씨 - 수빈 박씨 - 정순왕후 - 순원왕후 - 효명세자 | - 신유박해 - 김조순 - 세도정치 - 안동 김씨 - 홍경래의 난 - 채수영의 난 |